# Dans la vapeur et le bruit
Albums de La Ruda
24 images/seconde La trajectoire de l'homme canon
Dans la vapeur et le bruit est à la fois le nom d'un double album live CD du groupe La Ruda enregistré les 16, 17 et 18 décembre 2004 au Chabada à Angers; et celui d'un double dvd enregistré également au Chabada. Les deux sont sortis en 2005.
Sur l'album cd il y a un bonus vidéo.
Sur le dvd il y a de nombreux bonus: clips vidéo, énormes archives de tournées...

## Liste des titres
1. L'instinct du meilleur
2. Le bruit du bang
3. Affaire de famille
4. Que le bon l'emporte
5. Profession détective
6. Pensées malsaines
7. 24 images/seconde
8. Tant d'argent dans le monde
9. Orange
10. L'eau qui dort
11. Chanson pour Sam
12. Unis
13. Le prix du silence
14. Naouël
15. Dira-t-on encore ?
16. Le pieux et la potence
17. Trianon
18. Numéro 23

- Disque 2

1. L'odyssée du réel
2. Stadio
3. Carnet d'une égérie
4. Paris en bouteille
5. L'art de la joie
6. Histoires improbables
7. Louis